# Year Zero (canção)
"Year Zero" é uma canção da banda de rock sueca Ghost. A faixa foi lançada como o segundo single do segundo álbum de estúdio do grupo, Infestissumam.

## Antecedentes e lançamento
Tobias Forge afirmou que "Year Zero" e "Zenith" são as únicas duas músicas do Ghost das quais ele não foi o autor principal, sendo as duas músicas ideias do guitarrista Martin Persner. No entanto, Forge escreveu as letras do primeiro, além de revisar, arranjar e dar instrumentação para ambos.
Em 12 de março de 2013, o Ghost começou a fornecer aos fãs uma transmissão gratuita de "Year Zero" se eles promovessem a banda no Facebook, endossando seu vocalista para ser eleito o próximo Papa da Igreja Católica. A versão em vinil de 10" do single inclui o lado B "Orez Raey", que como o título sugere é o lado A tocado de trás para frente.
A arte da capa do single é uma homenagem à famosa gravura de John Martin, Satanás presidindo o Conselho Infernal.

## Videoclipe
Um videoclipe para a música dirigido por Amir Chamdin foi revelado em 25 de março de 2013. Uma versão censurada foi enviada ao YouTube dois dias depois.

## Recepção
A Loudwire se referiu a "Year Zero" como possivelmente a faixa de destaque de Infestissumam. Sobre a música, Spin escreveu que "os ganchos do coro satânico fluem em versos melódicos comparativamente contidos que são de alguma forma ainda mais sinistros". Metal Forces o chamou de um dos melhores do álbum com seus "cânticos misteriosos que soam como se tivessem sido retirados do mosteiro local" e sua batida de bateria contagiante.
A Loudwire nomeou o videoclipe "Year Zero" como o Melhor Vídeo de Metal de 2013, enquanto a Revolver o nomeou sétimo em sua lista dos melhores do ano em todos os gêneros. "Year Zero" e seu videoclipe foram indicados para Melhor Canção de Metal e Melhor Vídeo de Metal no Loudwire Music Awards de 2013.

## Lista de músicas
| N.º | Título      | Duração |  |
| 1.  | "Year Zero" | 5:50    |  |
| 2.  | "Orez Raey" | 5:50    |  |

## Pessoal
- Papa Emeritus II - vocais
- Nameless Ghouls - todos os instrumentistas: guitarrista principal, baixista, tecladista, baterista, guitarrista rítmico
- Mattias Frisk – arte